# Forteresse de Kherson
La forteresse de Kherson est une protection de la ville de Kherson et du Dniepr.

## Histoire
Construite en 1778 par l'architecte de l'Amirauté Vetochnikov, elle a subi de nombreuses modifications de ses plans lors de la réalisation.

### Éléments subsistants
Profondément remanié lors de l'époque soviétique, subsistent les portes nord et sud, une poudrière, quelques parties du rempart en terre, le bâtiment de l'Amirauté, la Cathédrale Sainte-Catherine. Une grande partie fut convertie en parc et utilisée par le stade et l’ascenseur du port.

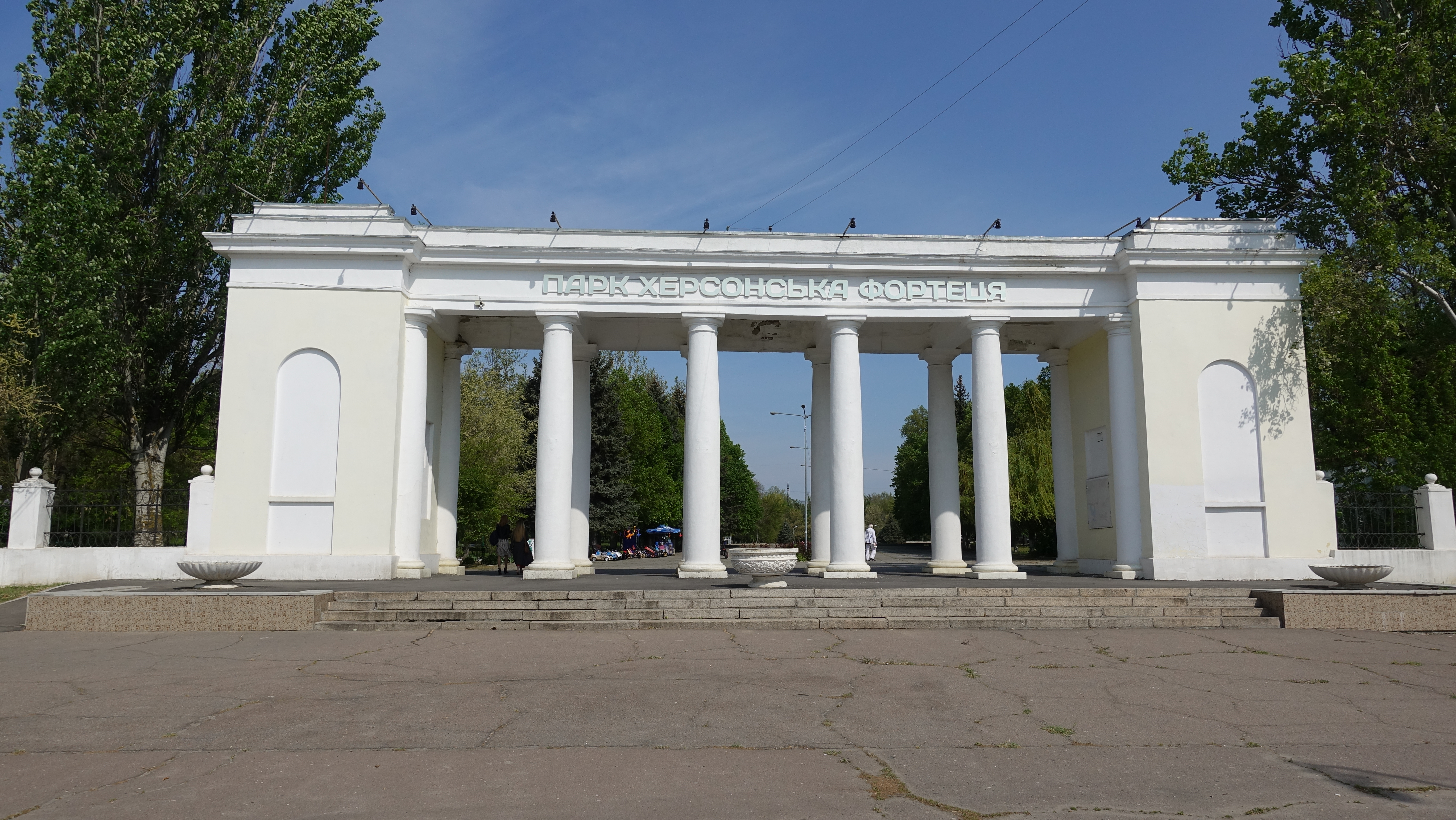
Entrée du parc.
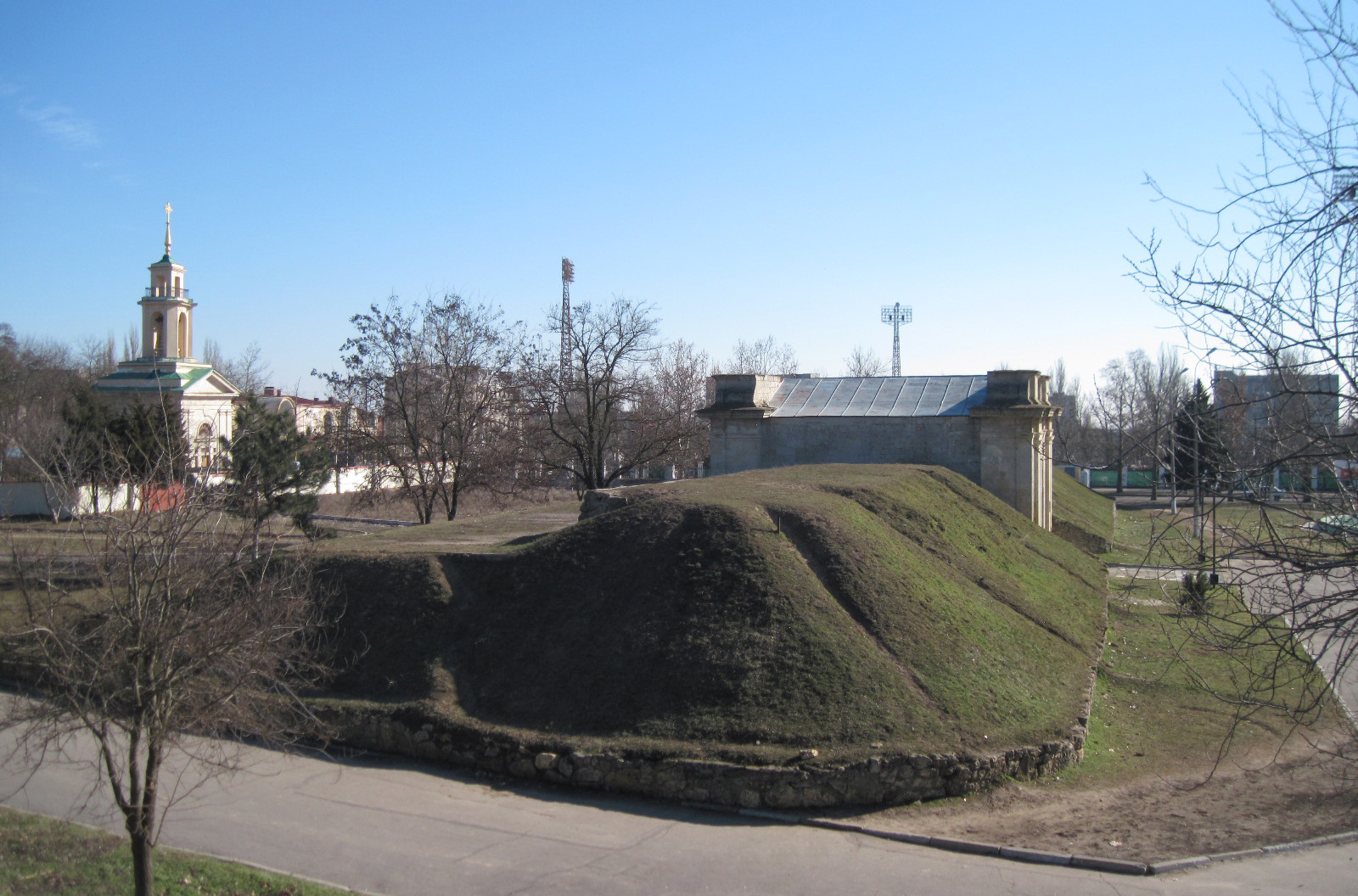
Un mur et le clocher de la cathédrale.
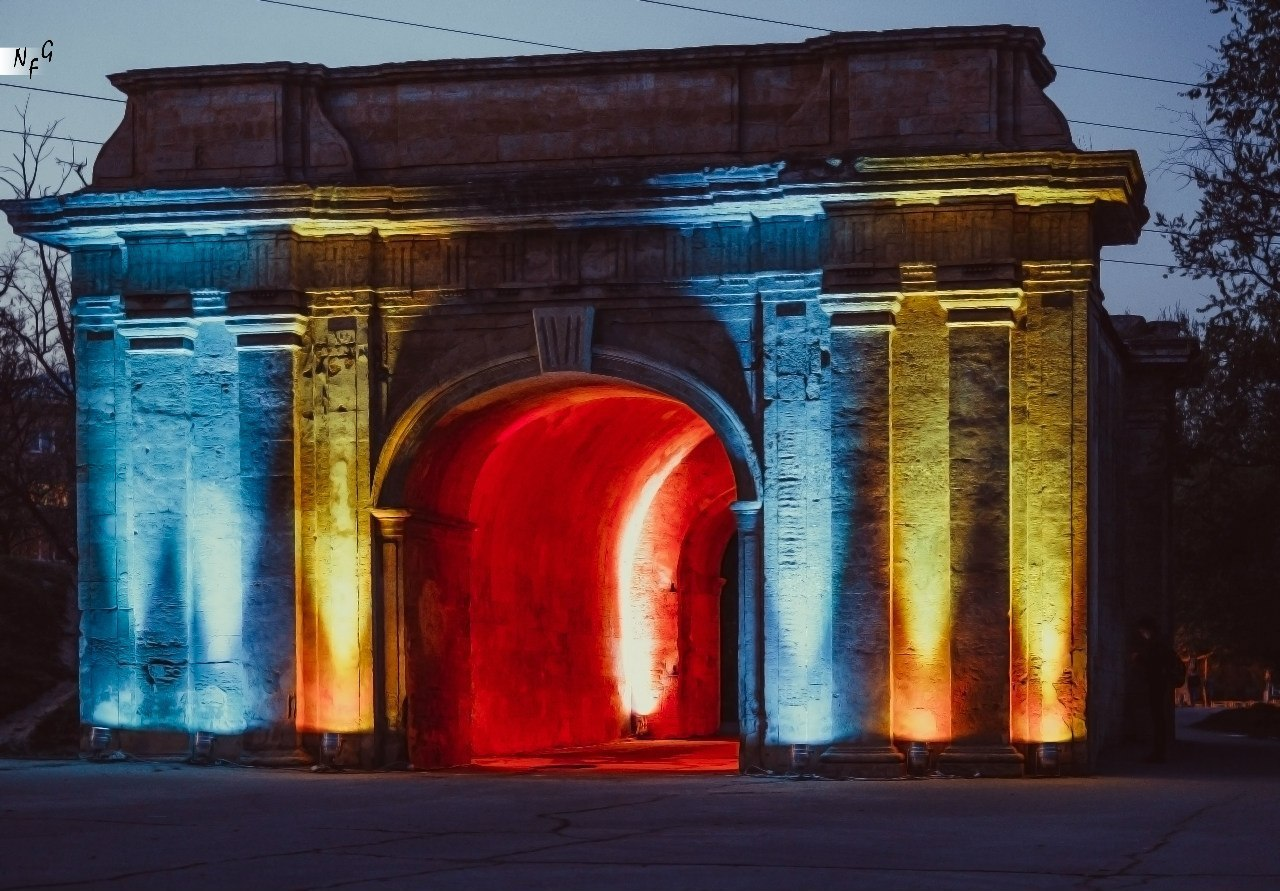
Porte de Moscou, classée[1].
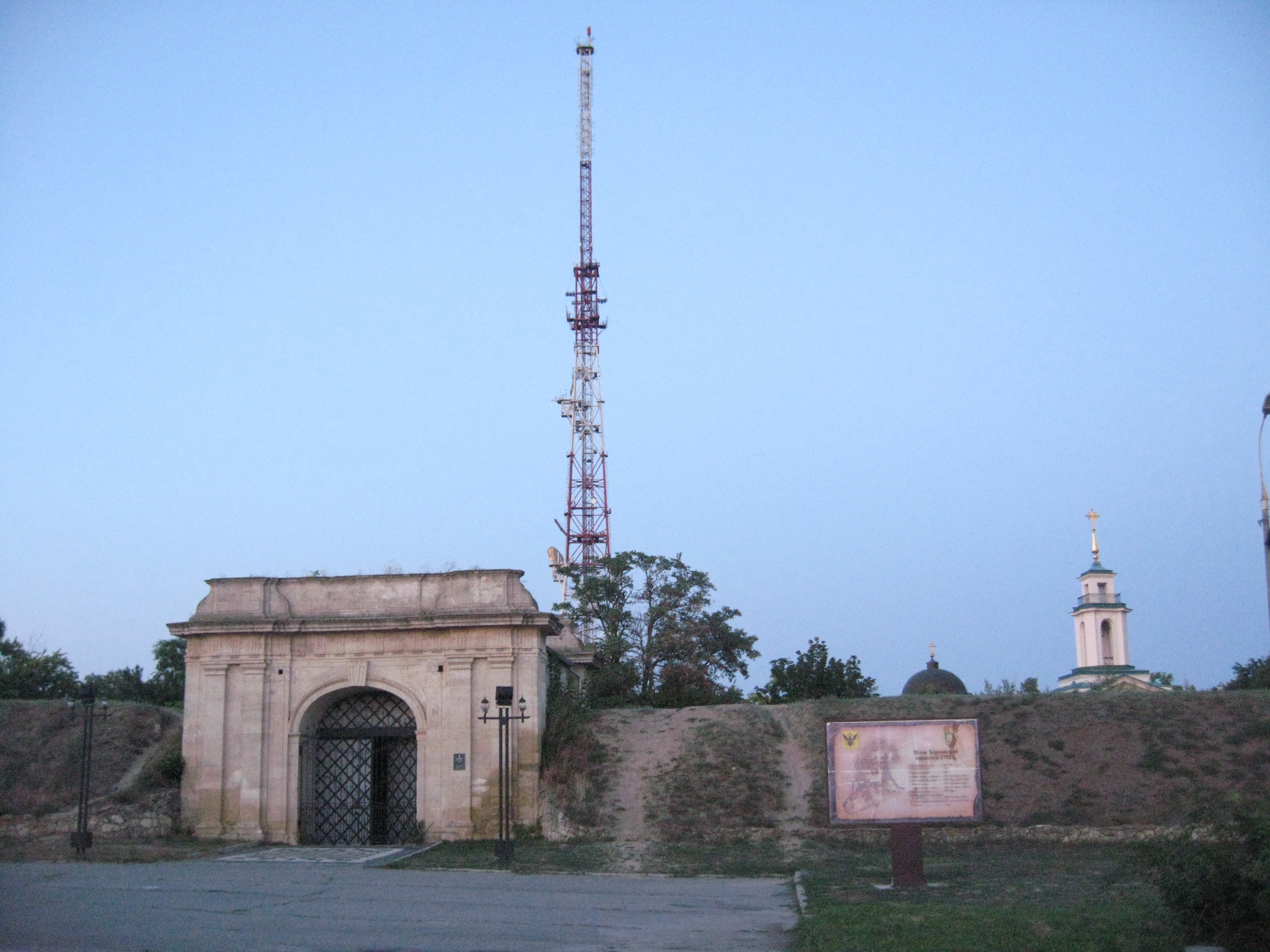
Porte Ochakov, classée[2] et le pilône.